# Jimmy Martinetti
Pour les articles homonymes, voir Martinetti (homonymie).
Jimmy Martinetti, né le 5 juillet 1946, était un lutteur suisse, établi à Martigny.

## Biographie
Son palmarès en lutte compte 30 titres de champion de Suisse Élite en lutte libre et en lutte gréco-romaine, une 4e place aux championnats d'Europe et une 5e aux championnats du Monde. 
Il a pris part à 3 Jeux olympiques : ceux de Mexico en 1968, de Munich en 1972 et de Moscou en 1980, ce qui fait de lui le recordman suisse absolu des sélections, avec trois Jeux olympiques et un 9e rang aux JO de Munich. 
Il s'est également qualifié pour les Jeux olympiques de Montréal en 1976, mais n'a pas pu s'y rendre en raison de problèmes d'organisation au sein de l'équipe suisse. 
Son neveu, Grégory Martinetti partage le record de phases finales de sélections olympiques disputées (4 également, JO d'Atlanta 1996, JO de Sydney 2000, JO d'Athènes 2004 et JO de Pékin 2008) et a pris part aux Jeux olympiques de Sydney en 2000.
Il a obtenu plus d'une trentaine de titres et podiums sur le plan international et a pris part à une vingtaine de Championnats d'Europe et du Monde.
Jimmy Martinetti possède le plus beau palmarès de la lutte en suisse.
Il est demeuré quasiment invaincu en Suisse entre 1968 et 1981, années durant lesquelles il obtint la plupart de ses 30 titres de champion suisse Élite dans les deux styles olympiques (lutte libre et lutte gréco-romaine). Il a obtenu son premier titre national à l'âge de 21 ans et son dernier titre à l'âge de 37 ans.
Il a pratiqué tous les styles de lutte et est également couronné fédéral en lutte suisse (plus de 50 couronnes) et en lutte aux Jeux Nationaux. Son palmarès de lutte suisse est également impressionnant en raison de sa petite taille (1,69 m) et de sa catégorie de poids de l'époque (78 kilos), la lutte suisse ne comptant, au contraire de la lutte olympique, pas de catégories de poids.
Jimmy Martinetti était un lutteur aux qualités physiques et techniques absolument exceptionnelles. 
Il a été actif sur le plan international jusqu'à l'âge de 39 ans (dernière médaille aux Australian Games 1985) et a lutté sur le plan national jusqu'à l'âge de 42 ans, en 1988, année de sa retraite définitive.
Il devint ensuite entraîneur national et arbitre de lutte suisse (3 participations en tant qu'arbitre à la Fête Fédérale de lutte suisse).
Avec ses deux frères Étienne et Raphaël (également lutteurs internationaux puis arbitres et dirigeants), il fonde en 1966 l'entreprise Martinetti Frères SNC, devenue une SA, installée à Martigny et spécialisée dans la location de structures mobiles montées pour des manifestations. L'entreprise est dirigée aujourd'hui par David et William Martinetti, son fils.
Ses trois garçons, William, Lionel et Laurent sont également lutteurs.
Il est également l'oncle des lutteurs David Martinetti (fils de Raphaël) et de Grégory Martinetti (fils d'Étienne) en activité sur le plan national et international.
Ses petits-enfants s'appellent Irina, Thomas, Enzo, Leticia et Maeva.

## Source
Dossier du Temps